# Universidad de Southampton
La Universidad de Southampton es una universidad pública británica localizada en la ciudad de Southampton, Inglaterra. Fue fundada en 1862 por Henry Robertson Hartley.
En total, la universidad tiene seis campus, cinco de ellos en la propia ciudad de Southampton y uno en Winchester.  Sus más de veinte Escuelas están agrupadas en tres Facultades.
Sus orígenes se sitúan en 1862, cuando Henry Robertson Hartley fundó la Institución Hartley. En 1902 pasó a denominarse University College.  El 29 de abril de 1952, la reina Isabel II le otorgó estatus Real como universidad.
La Universidad de Southampton es en la actualidad una universidad muy centrada en la investigación. Es miembro fundador del Grupo Russell de las universidades de élite británicas.
Tiene una de los mayores porcentajes de ingresos derivados de sus actividades de investigación de entre las universidades británicas. Está clasificada frecuentemente entre las 100 mejores universidades del mundo. En 2014 la Universidad de Southampton era una de las pocas universidades entre las mejores 20 universidades británicas según las clasificaciones más establecidos (junto con Cambridge, Oxford, Imperial, UCL, LSE y Warwick).

## Historia

### Institución Hartley
La Universidad de Southampton tiene sus orígenes en la Institución Hartley, creada en 1862 por Henry Robertson Hartley. Henry Hartley era una personalidad excéntrica a quién le disgustaba la manera en la que la empresa de ferrocarriles avanzaba en Inglaterra. A diferencia de muchas otras instituciones de la época, Hartley no pensaba admitir a cualquiera en su "Excelente Institución", sólo la élite intelectual del país tendría el privilegio de ser parte del mejor centro cultural de Southampton. Después de muchas batallas legales, Hartley consiguió el permiso para crear tan excelente institución.
La institución fue inaugurada oficialmente el 15 de octubre de 1862 por el primer ministro Lord Palmerston, con un evento que dejó su impacto en Southampton. Luego de muchos años, la institución se convirtió en un Colegio Universitario, en 1883, y consecuentemente experimentó un aumento considerable de estudiantes y personal, además de una gran expansión de instalaciones y alojamientos para los estudiantes.

### Colegio Universitario
En 1902, el Colegio Hartley se convirtió en el Colegio Universitario Hartley, un privilegio otorgado por la entonces denominada Universidad de Londres después de que hubiera sido calificado como una de las instituciones con mayor calidad y excelencia académica del Reino Unido. El 20 de junio de 1914 la universidad fue renombrada oficialmente Universidad de Southampton por el Vizconde Haldane, habiéndose inaugurado para la ocasión un nuevo campus universitario. Sin embargo, seis semanas más tarde, estalló la Primera Guerra Mundial y las actividades académicas tuvieron que ser canceladas, tomando entonces el papel de centro hospitalario para los heridos en los bombardeos de la guerra.
Después de la guerra, entre 1920 y 1930 la Universidad vivió una de sus mayores expansiones, llevada a cabo gracias a millones de donaciones monetarias y prestaciones gubernamentales, creando así uno de los mejores campus universitarios del país. Sin embargo, la felicidad duró poco.  La universidad fue seriamente bombardeada durante la Segunda Guerra Mundial. A pesar de tales daños, la universidad no dejó de funcionar, y procedió a la apertura de varias facultades y departamentos, destacando los departamentos de Electricidad y el de Sonido y Vibraciones, que ayudaron durante la Segunda Guerra Mundial.

### Universidad
El 29 de abril de 1952, durante las primeras semanas del nuevo reinado de la Reina Isabel II, le fue otorgado el estatus Real a la Universidad de Southampton. Seis nuevas facultades fueron creadas: Artes, Ciencias, Ingeniería, Economía, Educación y Leyes. El 4 de julio de 1953 el Duque de Wellington se convirtió en rector de la Universidad. Posteriormente, nuevas facultades fueron creadas, naciendo así los departamentos de Medicina y Oceonografía. La exigencia en admisiones aumentó significativamente y la universidad adquirió más de 200 casas para colocar a su vivaz población estudiantil. Había nacido el inmenso campus de Southampton.
Bajo el liderazgo del vicerrector Sir Howard Newby, la universidad se convirtió en uno de los mejores centros de investigaciones del mundo. La facultad de arte fue mudada a su propio campus artístico en la ciudad de Winchester, y fueron abiertos dos campus más.
En el otoño de 1997, tras experimentos médicos, la universidad sufrió el peor brote de meningitis de toda Gran Bretaña. La universidad respondió a la crisis creando vacunas y organizando un masivo plan de vacunación que eliminó finalmente la enfermedad, sin embargo tres estudiantes murieron durante la epidemia.
El 22 de enero de 2002 la universidad celebró su cincuentenario. Para entonces, la Universidad de Southampton ya se había convertido en un centro prestigioso de investigaciones de Inglaterra. En recientes años, la universidad ha continuado su expansión y ha abierto numerosas nuevas edificaciones, entre ellas la Escuela de Electricidad y Ciencias Computarizadas y el nuevo Centro de Investigaciones Optoelectrónicas (originalmente destruido durante un incendio en 2005).
La Universidad de Southampton se unió al Science and Engineering South Consortium (SES-5) el 9 de mayo de 2013. El SES-5 fue creado para agrupar los recursos de las universidades de Oxford, Cambridge, Imperial College y University College de Londres para innovar y explorar nuevas ideas mediante la colaboración proporcionando economías de escala y la utilización compartida de instalaciones. Este es el grupo más potente de universidades intensivas en investigación del Reino Unido, llegando a ser uno de los mejores núcleos mundiales en investigación en ciencia e ingeniería.

## Organización
La gestión principal recae en el rector, actualmente Sir John Parker, apoyado por el vicerrector, Don Nutbeam. Los principales organismos estructurales de la universidad son el Consejo, la Corte y el Senado.
El Consejo es el cuerpo gobernante de la universidad. Es responsable de la planificación y de la administración de la misma. También es responsable de asegurar que la renta derivada del "Consejo Monetario de Educación Terciaria de Inglaterra" sea usada como es debido. El Consejo está compuesto por 5 tipos de miembros: los Oficiales, veinte miembros elegidos por el Consejo, seis miembros elegidos por el Senado, un miembro elegido por el personal no educador y el presidente del Sindicato de Estudiantes.
La Corte universitaria mantiene una relación estrecha con la comunidad local. La Corte está formada por aproximadamente 190 miembros, dentro de los cuales se incluyen los miembros del Consejo, los Decanos de las Facultades, Los directores académicos, personal, estudiantes y graduados; representantes de las autoridades locales, escuelas y colegios universitarios de la región, miembros del Parlamento Europeo y Británico, y otros representantes de sociedades locales.
El Senado es la autoridad académica prioritaria de la universidad, incluyéndose la dirección y regulación educativa y de examen, la entrega de grados y la promoción de investigaciones científicas. El Senado incluye alrededor de 150 miembros, incluyendo los adjuntos al vicerrector y los pro vicerrectores, los decanos y decanos asociados de las Facultades, los directores de las escuelas académicas y centros de investigación, representantes del personal académico en cada Escuela, representantes del personal de investigación y representantes del Sindicato de Estudiantes.

## Facultades y Escuelas
La Universidad de Southampton se divide en un número de Escuelas que ofrecen varias carreras universitarias, que a su vez, están organizadas en tres facultades.

### Facultad de Ingeniería, Ciencias y Matemáticas
- Escuela de Ciencias e Ingeniería
- Escuela de Ingeniería Civil y Ambiental
- Escuela de Química
- Escuela de Geografía
- Escuela de Electrónica y Ciencias Computarizadas
- Escuela de Matemáticas
- Escuela de Física y Astronomía
- Escuela de Oceanografía y Ciencias Terrestres

### Facultad de Leyes, Arte y Ciencias Sociales
- Escuela de Arte
- Escuela de Leyes
- Escuela de Humanidades
- Escuela de Arqueología
- Escuela de Inglés
- Escuela de Cine
- Escuela de Historia
- Escuela de Música
- Escuela de Idiomas
- Escuela de Filosofía
- Escuela de Ciencias Sociales
- Escuela de Economía
- Escuela de Política
- Escuela de Sociología y Ética Social
- Escuela de Estadísticas.
- Escuela de Trabajo Social
- Escuela de Educación
- Escuela de Administración

### Facultad de Medicina, Salud y Ciencias de la Vida
- Escuela de Ciencias Biológicas
- Escuela de Medicina
- Escuela de Psicología
- Escuela de Cuidados Hospitalarios
- Escuela de Enfermería
- Escuela de Obstetricia
- Escuela de Profesiones de Salud
- Escuela de Ciencias Rehabilitacionales

## Bibliotecas y colecciones
La Biblioteca de la Universidad de Southampton posee más de 1,5 millones de libros, unos 6.000 libros electrónicos, materiales especialistas y más de 6 millones de manuscritos históricos.
La Biblioteca alberga un número de libros especiales de colección, manuscritos, de gran valor histórico. En 1983, la Universidad recibió la colección de Arthur Wellesley, primer Duque de Wellington. Alberga ern sus instalaciones los Archivos Broadlands, que incluyen los pergaminos de Palmerston y Mountbatten. La Biblioteca también contiene 4 500 volúmenes de la colección de Claude Montefiore relacionados con teología y judaísmo, los Pergaminos Parlamentarios de Ford, la colección de James Parkes, Frank Perkins, Sir Samual Gurney-Dixon, una colección de Dante, entre otros. El libro más antiguo de la Biblioteca es un ejemplar de la famosa "Divina Comedia", que data de 1487.